# Bolitoglossa jugivagans
Bolitoglossa jugivagans es una especie de salamandra de la familia Plethodontidae.
Es endémica del oeste de Panamá.